# یعقوب اوبا
یعقوب اوبا (به ترکی آذربایجانی: Yaquboba) یک منطقه مسکونی در جمهوری آذربایجان است که در شهرستان خاچماز واقع شده‌است.